# Pierre Cressoy
Pierre Jules Lazare Cressoy (* 25. März 1924 in Vendôme, Loir-et-Cher; † 31. Oktober 1980 in Gorbio, Alpes-Maritimes) war ein französischer Schauspieler.

## Leben
Cressoy begann nach Ende seiner Schulzeit auf Wunsch seines Vaters ein Medizinstudium, das er jedoch nach einem Jahr abbrach, um Schauspieler zu werden. Seinem Debüt 1944 in Jean Racines Andromaque folgten vier Bühnenjahre, bis er unter der Regie von Léon Mathot in La dernière chávauchée seine erste Leinwandrolle erhielt.
Er war in Hauptrollen von Melodramen und Biografien zu sehen; auch gelegentliche Engagements für Hollywood-Produktionen waren dabei. In den 1960er Jahren verlegte er sich auf Vaterrollen und (häufig verbrecherische) Patriarchen wie in etlichen Italowestern, wo er auch als Peter Cross in den Stabangaben gelistet wurde.
Privat war er lange Zeit mit seiner Schauspielkollegin Hélène Rémy liiert; nach dem Zerbrechen der Beziehung heiratete er Françoise Mafranc; die Ehe hielt bis zu seinem Tode.
Mit 56 Jahren starb Cressoy an einem Krebsleiden. Für seine Verkörperung von Giuseppe Verdi hatte er 1954 einen Preis als „bester Schauspieler“ erhalten. Im Anime „Noir“ trägt einer der Hauptcharaktere seinen Namen.

## Filmografie (Auswahl)
- 1951: Im Anfang war nur Liebe (Caroline chérie)
- 1952: Auf des Degens Spitze (A fil di spada)
- 1953: Für dich hab’ ich gesündigt (Per salvarti ho peccato)
- 1953: Ewige Melodie (Melodie immortale)
- 1953: Frine, Sklavin der Liebe (Frine, cortigiana d’oriente)
- 1953: Die Sieben vom Großen Bären (I sette dell’Orsa maggiore)
- 1953: Untreue (Le infedeli)
- 1953: Die Plünderung Roms (Il sacco di Roma)
- 1954: Verdi, ein Leben in Melodien (Giuseppe Verdi)
- 1954: Der geheimnisvolle Gefangene (Il prigioniero del re)
- 1954: Verrat (Tradità)
- 1955: Höllenfahrt nach Tobruk (Il prezzo della gloria)
- 1955: Wohnung mit allem Komfort (Gli ultimi cinque minuti)
- 1956: Die Abenteuer des Capitaine Steve (L’odyssée du Capitaine Steve)
- 1958: Tobruk (El Alamein)
- 1959: Mit Feuer und Schwert (Il cavaliere del castello maledetto)
- 1960: David und Goliath (David e Golia)
- 1962: Marco Polo
- 1964: Der stärkste Mann der Welt (Il trionfo di Ercole)
- 1964: Samson und der Schatz der Inkas (Sansone e il tesoro degli Incas)
- 1964: Der Löwe von Theben (Il leone di Tebe)
- 1965: Adios Gringo (Adiós gringo)
- 1965: Ein Loch im Dollar (Un dollaro bucato)
- 1966: Tampeko – Ein Dollar hat zwei Seiten (Per pochi dollari ancora)
- 1966: Kopfgeld: Ein Dollar (Navajo Joe)
- 1970: Der feurige Pfeil der Rache (L’arciere di fuoco)